# بيلي باكستر (مغني)
بيلي باكستر (بالإنجليزية: Billy Baxter)‏ هو مغني وكاتب أغاني أسترالي، ولد في 1959 في غيلونغ في أستراليا.

## وصلات خارجية
- بيلي باكستر على موقع ميوزك برينز (الإنجليزية)
- بيلي باكستر على موقع أول ميوزيك (الإنجليزية)
- بيلي باكستر على موقع ديسكوغز (الإنجليزية)